# Pomas
Pomas  est une commune française située dans l'ouest du département de l'Aude, en région Occitanie.
Sur le plan historique et culturel, la commune fait partie du massif des Corbières, un chaos calcaire formant la transition entre le Massif central et les Pyrénées. Exposée à un climat méditerranéen, elle est drainée par l'Aude, le Rec Grand et par divers autres petits cours d'eau. La commune possède un patrimoine naturel remarquable : un site Natura 2000 (le « massif de la Malepère ») et trois zones naturelles d'intérêt écologique, faunistique et floristique.
Pomas est une commune rurale qui compte 985 habitants en 2022, après avoir connu une forte hausse de la population depuis 1975. Elle fait partie de l'aire d'attraction de Carcassonne. Ses habitants sont appelés les Pomasiens et ses habitantes les Pomasiennes.
Le patrimoine architectural de la commune comprend un immeuble protégé au titre des monuments historiques : le château, inscrit en 1948.

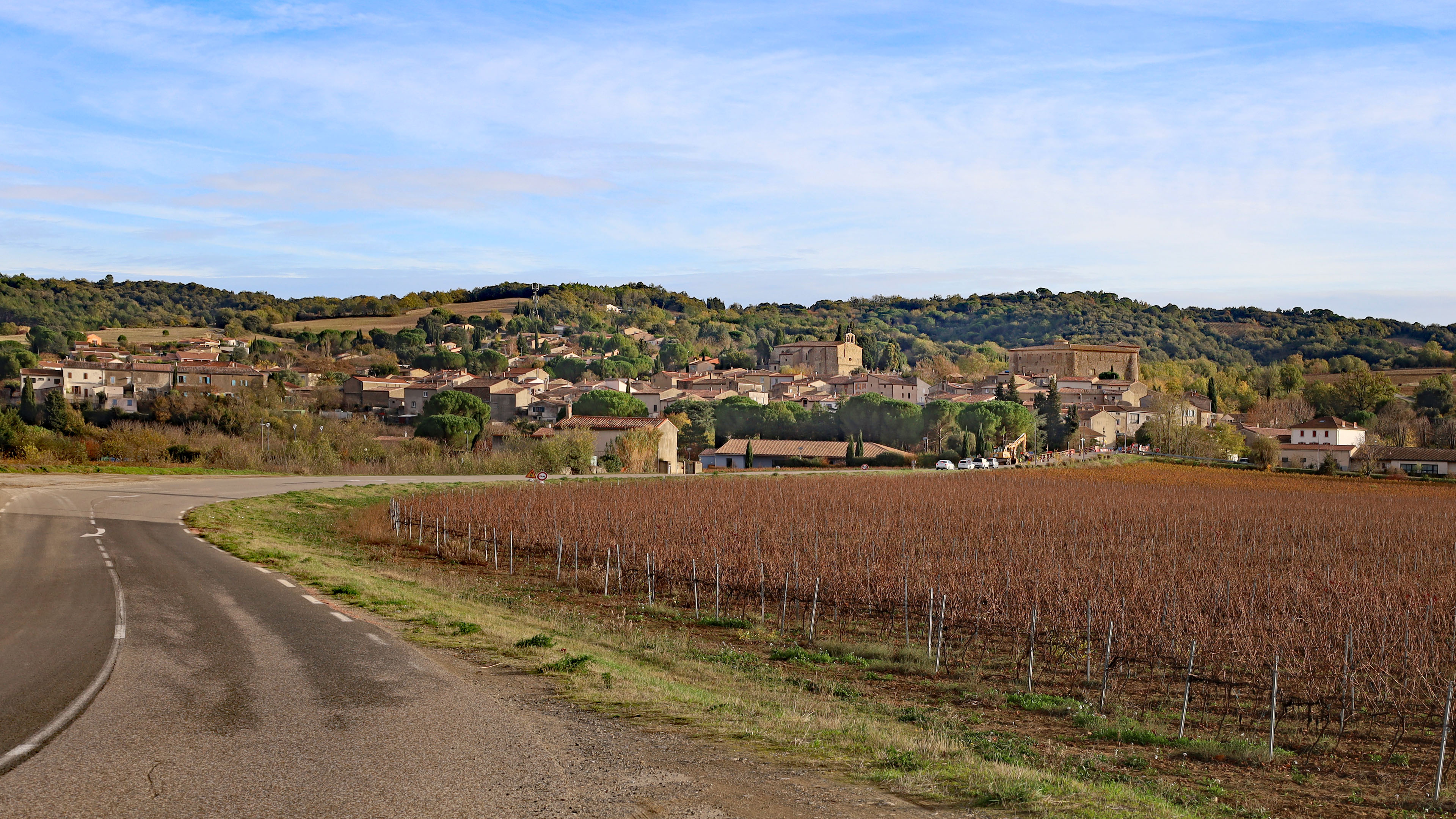
L'entrée du village par la RD43.

## Géographie
La commune est située entre Carcassonne (13 km) et Limoux (9 km). Elle est facilement accessible par la sortie n° 23 (Carcassonne-Ouest)  de l'autoroute A61.
Elle dispose à la gare de Pomas d’une desserte ferroviaire sur la ligne Carcassonne - Rivesaltes de la SNCF.

### Communes limitrophes
Les communes limitrophes sont  Couffoulens, Cépie, Montclar, Pieusse, Rouffiac-d'Aude, Saint-Hilaire et Verzeille.
| Montclar | Rouffiac-d'Aude | Couffoulens   |
| Cépie    | Pomas           | Verzeille     |
| Pieusse  |                 | Saint-Hilaire |

### Hydrographie
La commune est dans la région hydrographique « Côtiers méditerranéens », au sein du bassin hydrographique Rhône-Méditerranée-Corse. Elle est drainée par l'Aude, le Rec Grand, le Rieux, le ruisseau de Carcassès et le ruisseau de Rouart, qui constituent un réseau hydrographique de 9 km de longueur totale,.
L'Aude, d'une longueur totale de 223,59 km, prend sa source dans la commune des Angles et s'écoule du sud vers le nord. Elle traverse la commune et se jette dans le golfe du Lion à Fleury, après avoir traversé 73 communes.

### Climat
Pour des articles plus généraux, voir Climat de l'Occitanie et Climat de l'Aude.
En 2010, le climat de la commune est de type climat du Bassin du Sud-Ouest, selon une étude s'appuyant sur une série de données couvrant la période 1971-2000. En 2020, Météo-France publie une typologie des climats de la France métropolitaine dans laquelle la commune est exposée à un climat océanique altéré et est dans la région climatique Aquitaine, Gascogne, caractérisée par une pluviométrie abondante au printemps, modérée en automne, un faible ensoleillement au printemps, un été chaud (19,5 °C), des vents faibles, des brouillards fréquents en automne et en hiver et des orages fréquents en été (15 à 20 jours).
Pour la période 1971-2000, la température annuelle moyenne est de 13,6 °C, avec une amplitude thermique annuelle de 15,9 °C. Le cumul annuel moyen de précipitations est de 685 mm, avec 10 jours de précipitations en janvier et 4,6 jours en juillet. Pour la période 1991-2020, la température moyenne annuelle observée sur la station météorologique la plus proche, située sur la commune de Limoux à 8 km à vol d'oiseau, est de 13,6 °C et le cumul annuel moyen de précipitations est de 666,0 mm,. Pour l'avenir, les paramètres climatiques de la commune estimés pour 2050 selon différents scénarios d'émission de gaz à effet de serre sont consultables sur un site dédié publié par Météo-France en novembre 2022.

### Milieux naturels et biodiversité

#### Réseau Natura 2000

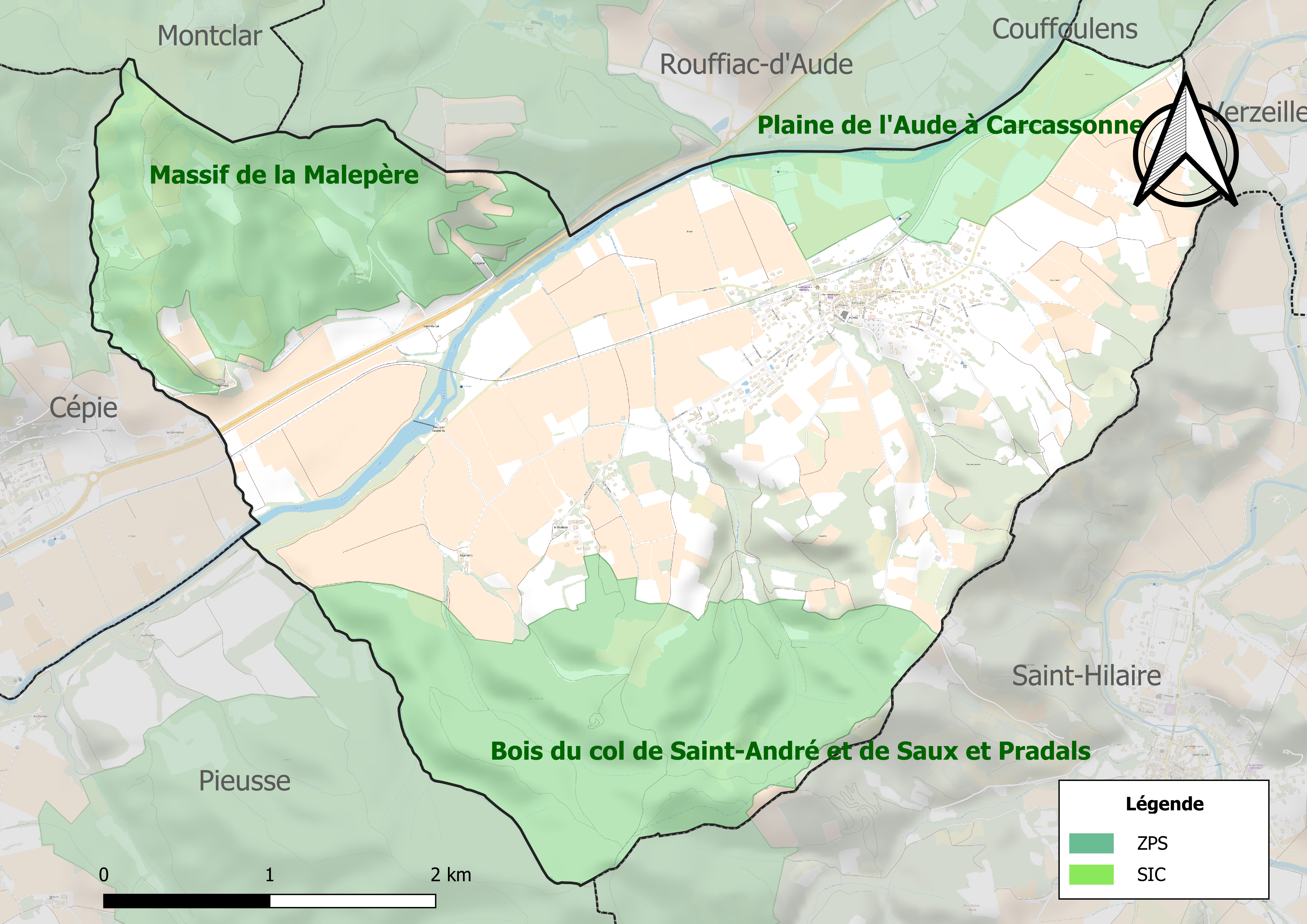
Site Natura 2000 sur le territoire communal.

Le réseau Natura 2000 est un réseau écologique européen de sites naturels d'intérêt écologique élaboré à partir des directives habitats et oiseaux, constitué de zones spéciales de conservation (ZSC) et de zones de protection spéciale (ZPS).
Un site Natura 2000 a été défini sur la commune au titre de la directive habitats : le « massif de la Malepère », d'une superficie de 6 158 ha, un site boisé présentant un intérêt biogéographique vu sa position intermédiaire sous les influences des climats méditerranéen et atlantique. De nombreuses espèces sont en limite d'aire. Il s'agit d'un site important pour des chauves-souris d'intérêt communautaire avec six espèces présentes : le Grand Rhinolophe, le Petit Rhinolophe, le Murin à oreilles échancrées, le Rhinolophe euryale, le Minioptère de Schreibers et la Barbastelle.

#### Zones naturelles d'intérêt écologique, faunistique et floristique

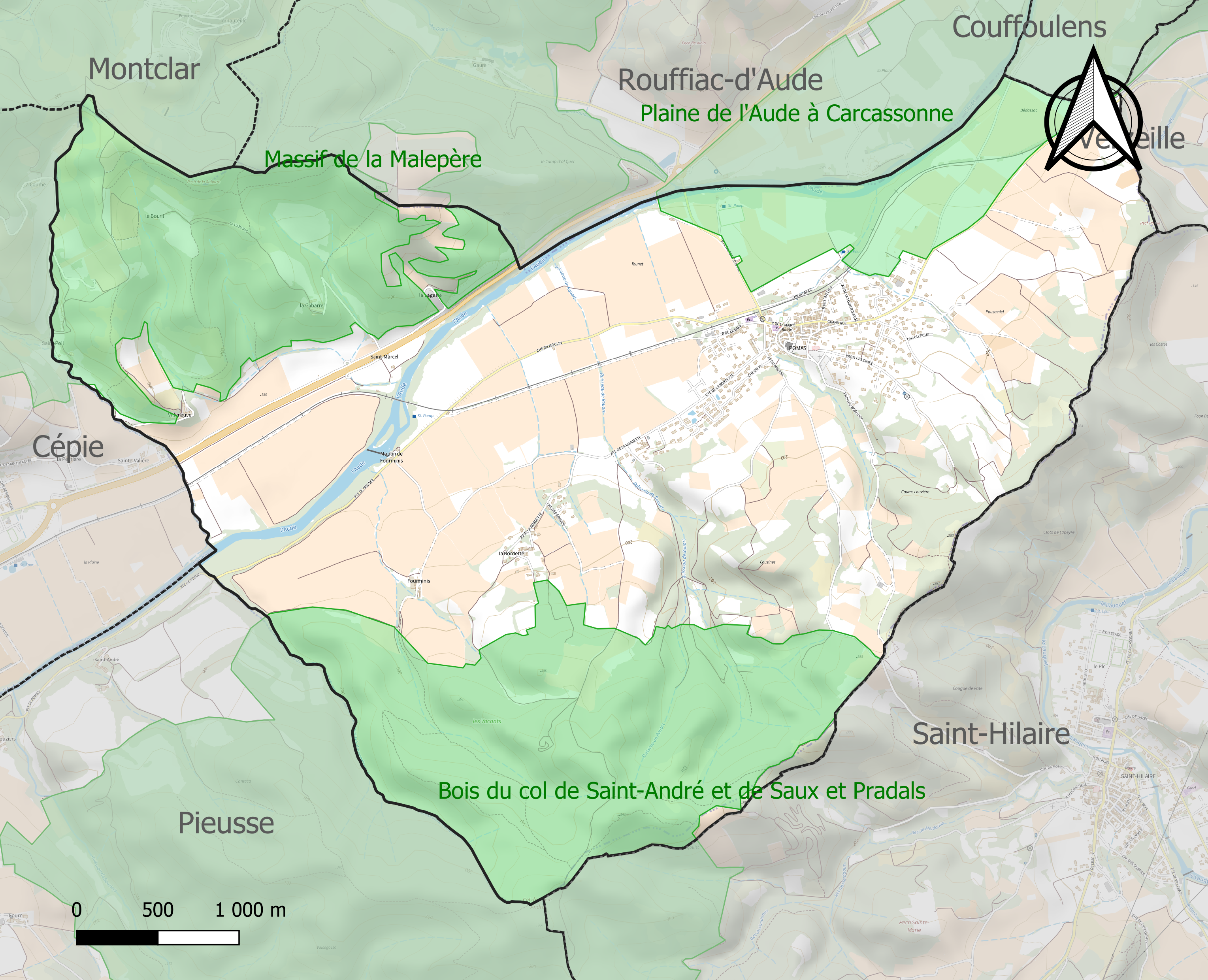
Carte des ZNIEFF de type 1 localisées sur la commune.

L’inventaire des zones naturelles d'intérêt écologique, faunistique et floristique (ZNIEFF) a pour objectif de réaliser une couverture des zones les plus intéressantes sur le plan écologique, essentiellement dans la perspective d’améliorer la connaissance du patrimoine naturel national et de fournir aux différents décideurs un outil d’aide à la prise en compte de l’environnement dans l’aménagement du territoire.
Trois ZNIEFF de type 1 sont recensées sur la commune :
- le « bois du col de Saint-André et de Saux et Pradals » (1 290 ha), couvrant 7 communes du département[16] ;
- le « massif de la Malepère » (5 883 ha), couvrant 14 communes du département[17] ;

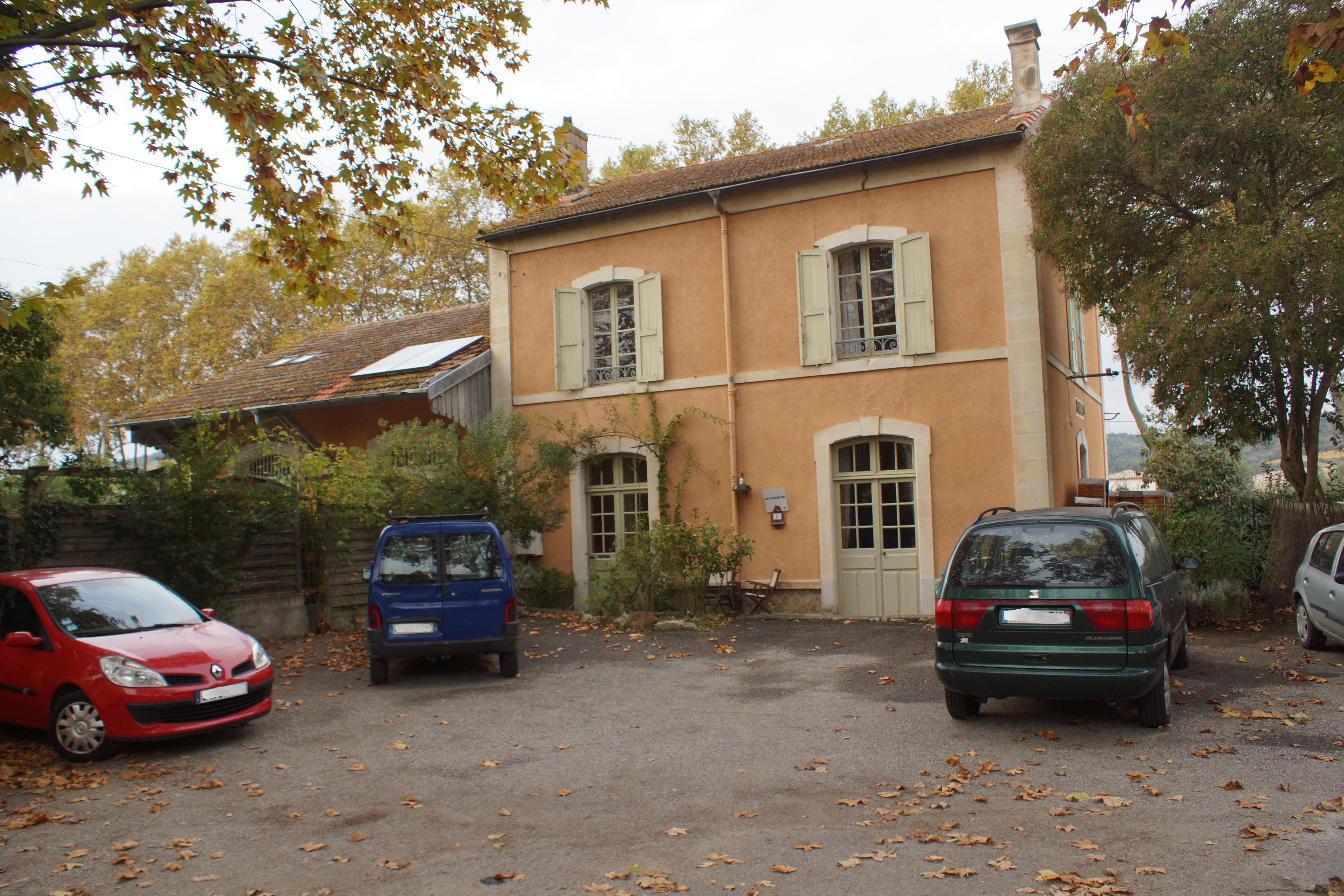
L'ancien bâtiment de la gare de Pomas.

- la « plaine de l'Aude à Carcassonne » (1 130 ha), couvrant 8 communes du département[18] ;

## Urbanisme

### Typologie
Au 1er janvier 2024, Pomas est catégorisée bourg rural, selon la nouvelle grille communale de densité à 7 niveaux définie par l'Insee en 2022.
Elle est située hors unité urbaine. Par ailleurs la commune fait partie de l'aire d'attraction de Carcassonne, dont elle est une commune de la couronne,. Cette aire, qui regroupe 115 communes, est catégorisée dans les aires de 50 000 à moins de 200 000 habitants,.

### Occupation des sols
L'occupation des sols de la commune, telle qu'elle ressort de la base de données européenne d’occupation biophysique des sols Corine Land Cover (CLC), est marquée par l'importance des territoires agricoles (63,6 % en 2018), en diminution par rapport à 1990 (66,5 %). La répartition détaillée en 2018 est la suivante : 
cultures permanentes (56,5 %), forêts (31,2 %), zones agricoles hétérogènes (7,1 %), zones urbanisées (5,1 %). L'évolution de l’occupation des sols de la commune et de ses infrastructures peut être observée sur les différentes représentations cartographiques du territoire : la carte de Cassini (XVIIIe siècle), la carte d'état-major (1820-1866) et les cartes ou photos aériennes de l'IGN pour la période actuelle (1950 à aujourd'hui).

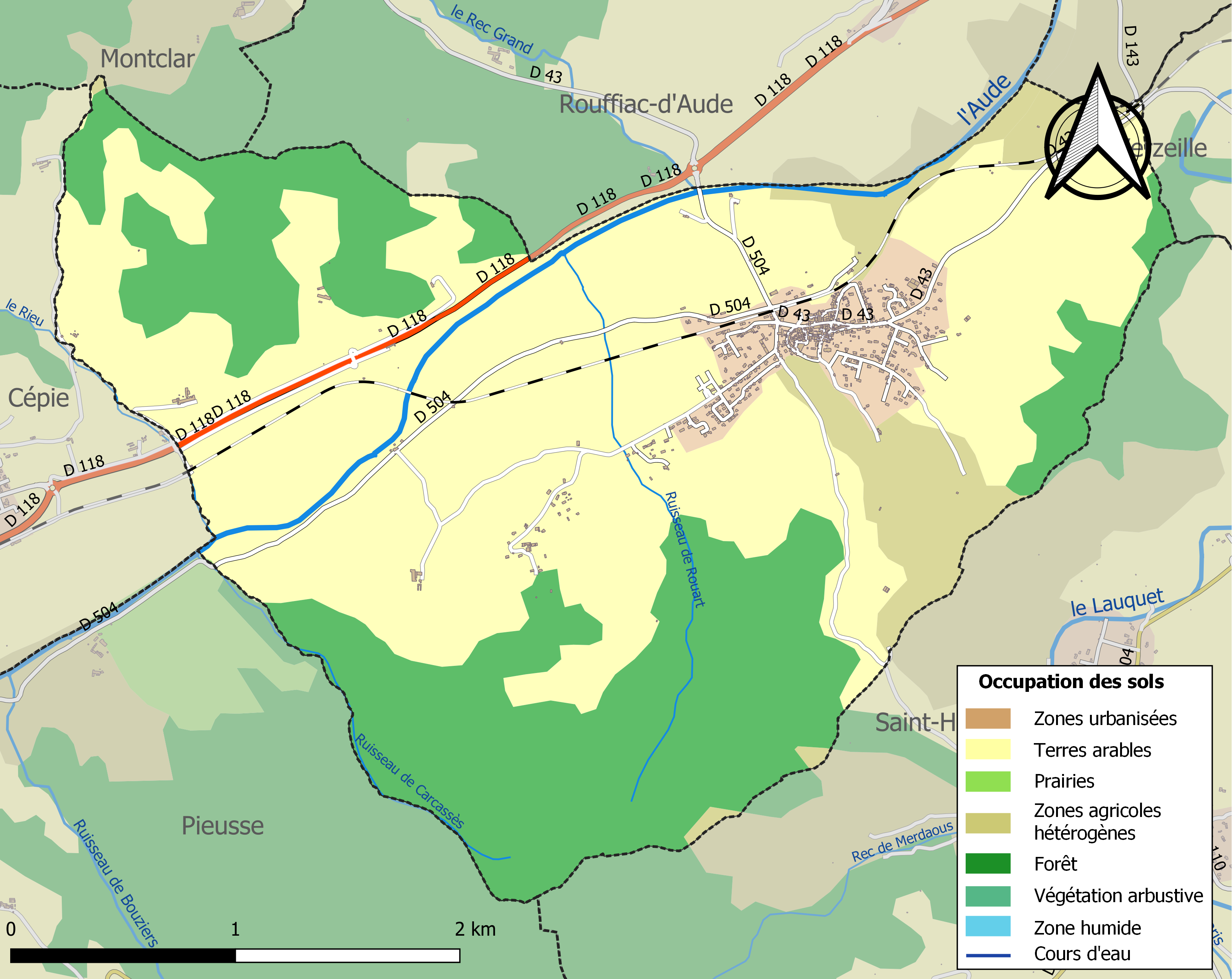
Carte des infrastructures et de l'occupation des sols de la commune en 2018 (CLC).

### Risques majeurs
Le territoire de la commune de Pomas est vulnérable à différents aléas naturels : météorologiques (tempête, orage, neige, grand froid, canicule ou sécheresse), inondations, feux de forêts et séisme (sismicité faible). Il est également exposé à deux risques technologiques,  le transport de matières dangereuses et la rupture d'un barrage. Un site publié par le BRGM permet d'évaluer simplement et rapidement les risques d'un bien localisé soit par son adresse soit par le numéro de sa parcelle.

#### Risques naturels
Certaines parties du territoire communal sont susceptibles d’être affectées par le risque d’inondation par débordement de cours d'eau, notamment le ruisseau de Glandes. La commune a été reconnue en état de catastrophe naturelle au titre des dommages causés par les inondations et coulées de boue survenues en 1982, 1992, 1996, 1999, 2009, 2014, 2018, 2019 et 2020,.

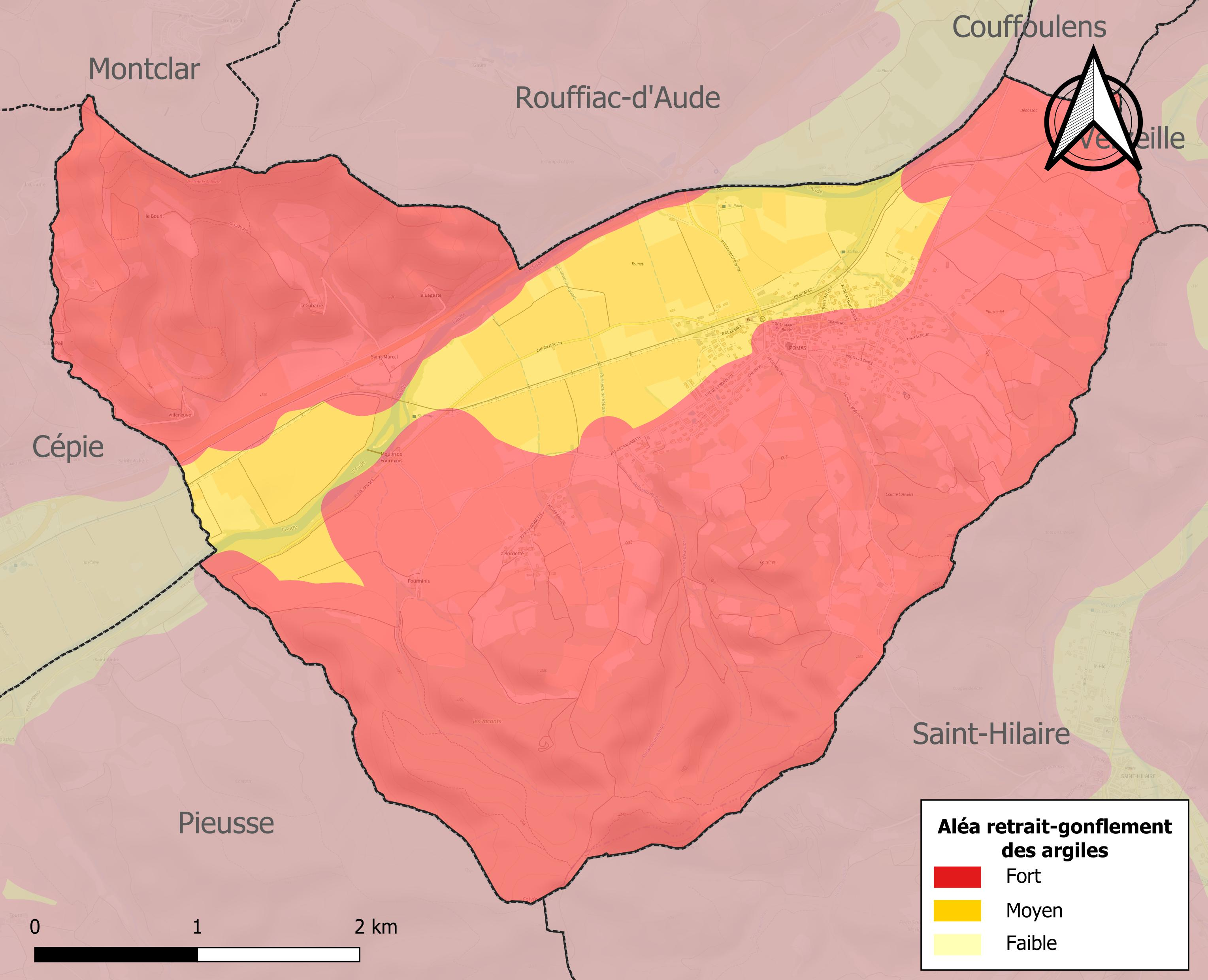
Carte des zones d'aléa retrait-gonflement des sols argileux de Pomas.

Le retrait-gonflement des sols argileux est susceptible d'engendrer des dommages importants aux bâtiments en cas d’alternance de périodes de sécheresse et de pluie. La totalité de la commune est en aléa moyen ou fort (75,2 % au niveau départemental et 48,5 % au niveau national). Sur les 426 bâtiments dénombrés sur la commune en 2019, 426 sont en aléa moyen ou fort, soit 100 %, à comparer aux 94 % au niveau départemental et 54 % au niveau national. Une cartographie de l'exposition du territoire national au retrait gonflement des sols argileux est disponible sur le site du BRGM,.

#### Risques technologiques
Le risque de transport de matières dangereuses sur la commune est lié à sa traversée par une route à fort trafic. Un accident se produisant sur une telle infrastructure est en effet susceptible d’avoir des effets graves au bâti ou aux personnes jusqu’à 350 m, selon la nature du matériau transporté. Des dispositions d’urbanisme peuvent être préconisées en conséquence.
La commune est en outre située en aval des barrages de Matemale et de Puyvalador, deux ouvrages de classe A, situés dans le département des Pyrénées-Orientales. À ce titre elle est susceptible d’être touchée par l’onde de submersion consécutive à la rupture d'un de ces ouvrages.

## Histoire
Le nom du village s'est substitué au nom gallo-romain (Serentisu+anum) en 844, et Pomars en 1226, qui viendrait peut être du bas latin pomaris « vergers de pommiers ». Le nom de Pomas apparait en 1781 (diocèse de Carcassonne).

## Politique et administration

### Liste des maires
| Période                                  | Période  | Identité           | Étiquette          | Qualité |
| ---------------------------------------- | -------- | ------------------ | ------------------ | ------- |
| 1906                                     | 1912     | Fau                | Radical-socialiste |         |
| mars 2001                                | 2014     | Jean-Pierre Serrus |                    |         |
| 2014                                     | En cours | Christian Robert   |                    |         |
| Les données manquantes sont à compléter. |          |                    |                    |         |

L'évolution du nombre d'habitants est connue à travers les recensements de la population effectués dans la commune depuis 1793. Pour les communes de moins de 10 000 habitants, une enquête de recensement portant sur toute la population est réalisée tous les cinq ans, les populations de référence des années intermédiaires étant quant à elles estimées par interpolation ou extrapolation. Pour la commune, le premier recensement exhaustif entrant dans le cadre du nouveau dispositif a été réalisé en 2007.

En 2022, la commune comptait 985 habitants, en évolution de +11,8 % par rapport à 2016 (Aude : +2,65 %, France hors Mayotte : +2,11 %).
| 1793 | 1800 | 1806 | 1821 | 1831 | 1836 | 1841 | 1846 | 1851 |
| ---- | ---- | ---- | ---- | ---- | ---- | ---- | ---- | ---- |
| 534  | 530  | 567  | 615  | 605  | 670  | 670  | 705  | 617  |

| 1856 | 1861 | 1866 | 1872 | 1876 | 1881 | 1886 | 1891 | 1896 |
| ---- | ---- | ---- | ---- | ---- | ---- | ---- | ---- | ---- |
| 573  | 520  | 569  | 487  | 556  | 607  | 564  | 515  | 541  |

| 1901 | 1906 | 1911 | 1921 | 1926 | 1931 | 1936 | 1946 | 1954 |
| ---- | ---- | ---- | ---- | ---- | ---- | ---- | ---- | ---- |
| 555  | 608  | 604  | 530  | 540  | 601  | 573  | 503  | 505  |

| 1962 | 1968 | 1975 | 1982 | 1990 | 1999 | 2006 | 2007 | 2012 |
| ---- | ---- | ---- | ---- | ---- | ---- | ---- | ---- | ---- |
| 522  | 501  | 488  | 491  | 570  | 645  | 725  | 736  | 833  |

| 2017 | 2022 | - | - | - | - | - | - | - |
| ---- | ---- | - | - | - | - | - | - | - |
| 887  | 985  | - | - | - | - | - | - | - |

## Économie

### Revenus
En 2018  (données Insee publiées en septembre 2021), la commune compte 368 ménages fiscaux, regroupant 888 personnes. La médiane du revenu disponible par unité de consommation est de 20 180 € (19 240 € dans le département).

### Emploi
| Division       | 2008   | 2013   | 2018   |
| -------------- | ------ | ------ | ------ |
| Commune        | 6,5 %  | 7,5 %  | 8,6 %  |
| Département    | 10,2 % | 12,8 % | 12,6 % |
| France entière | 8,3 %  | 10 %   | 10 %   |

En 2018, la population âgée de 15 à 64 ans s'élève à 544 personnes, parmi lesquelles on compte 78,1 % d'actifs (69,5 % ayant un emploi et 8,6 % de chômeurs) et 21,9 % d'inactifs,. Depuis 2008, le taux de chômage communal (au sens du recensement) des 15-64 ans est inférieur à celui de la France et du département.
La commune fait partie de la couronne de l'aire d'attraction de Carcassonne, du fait qu'au moins 15 % des actifs travaillent dans le pôle,. Elle compte 183 emplois en 2018, contre 149 en 2013 et 173 en 2008. Le nombre d'actifs ayant un emploi résidant dans la commune est de 384, soit un indicateur de concentration d'emploi de 47,5 % et un taux d'activité parmi les 15 ans ou plus de 58,7 %.
Sur ces 384 actifs de 15 ans ou plus ayant un emploi, 97 travaillent dans la commune, soit 25 % des habitants. Pour se rendre au travail, 89,6 % des habitants utilisent un véhicule personnel ou de fonction à quatre roues, 2,3 % les transports en commun, 4,4 % s'y rendent en deux-roues, à vélo ou à pied et 3,7 % n'ont pas besoin de transport (travail au domicile).

### Activités hors agriculture

#### Secteurs d'activités
44 établissements sont implantés  à Pomas au 31 décembre 2019. Le tableau ci-dessous en détaille le nombre par secteur d'activité et compare les ratios avec ceux du département,.
| Secteur d'activité                                                                                        | Commune | Commune | Département |
| Secteur d'activité                                                                                        | Nombre  | %       | %           |
| --- | ------- | ------- | ----------- |
| Ensemble                                                                                                  | 44      |         |             |
| Industrie manufacturière, industries extractives et autres                                                | 3       | 6,8 %   | (8,8 %)     |
| Construction                                                                                              | 10      | 22,7 %  | (14 %)      |
| Commerce de gros et de détail, transports, hébergement et restauration                                    | 19      | 43,2 %  | (32,3 %)    |
| Activités immobilières                                                                                    | 2       | 4,5 %   | (5,2 %)     |
| Activités spécialisées, scientifiques et techniques et activités de services administratifs et de soutien | 4       | 9,1 %   | (13,3 %)    |
| Administration publique, enseignement, santé humaine et action sociale                                    | 3       | 6,8 %   | (13,2 %)    |
| Autres activités de services                                                                              | 3       | 6,8 %   | (8,8 %)     |

Le secteur du commerce de gros et de détail, des transports, de l'hébergement et de la restauration est prépondérant sur la commune puisqu'il représente 43,2 % du nombre total d'établissements de la commune (19 sur les 44 entreprises implantées  à Pomas), contre 32,3 % au niveau départemental.

#### Entreprises
Les quatre entreprises ayant leur siège social sur le territoire communal qui génèrent le plus de chiffre d'affaires en 2020 sont : 
- Societe Etablissements Robert, construction de réseaux électriques et de télécommunications (9 557 k€)
- Societe Nouvelle Daumas, travaux d'installation d'équipements thermiques et de climatisation (602 k€)
- Magma Group, commerce de gros (commerce interentreprises) d'autres biens domestiques (523 k€)
- Maison Le 12 Fevrier, location de terrains et d'autres biens immobiliers (4 k€)

### Agriculture
La commune est dans la « Région viticole » de l'Aude, une petite région agricole occupant une grande partie centrale du département, également dénommée localement « Corbeilles Minervois et Carcasses-Limouxin ». En 2020, l'orientation technico-économique de l'agriculture  sur la commune est la viticulture.
|               | 1988 | 2000 | 2010 | 2020 |
| ------------- | ---- | ---- | ---- | ---- |
| Exploitations | 42   | 20   | 18   | 19   |
| SAU (ha)      | 602  | 401  | 440  | 493  |

Le nombre d'exploitations agricoles en activité et ayant leur siège dans la commune est passé de 42 lors du recensement agricole de 1988  à 20 en 2000 puis à 18 en 2010 et enfin à 19 en 2020, soit une baisse de 55 % en 32 ans. Le même mouvement est observé à l'échelle du département qui a perdu pendant cette période 60 % de ses exploitations,. La surface agricole utilisée sur la commune a également diminué, passant de 602 ha en 1988 à 493 ha en 2020. Parallèlement la surface agricole utilisée moyenne par exploitation a augmenté, passant de 14 à 26 ha.

## Culture locale et patrimoine

### Château
De ses anciens remparts ne reste que le château construit sur une colline, vaste quadrilatère doté de trois tourelles rondes du XVIe siècles reposant sur des encorbellements (nord-est - ouest). L'angle Sud possédant une tour carrée probablement du XIVe siècle. L'originalité de ce château médiéval repose sur la présence d'un superbe plafond peint à la française, cinq poutres soutenant à l'origine les solives entre lesquelles venaient s'intercaler 180 métopes peints à la détrempe et d'une fraîcheur de couleur exceptionnelle. Dommage qu'elles aient été dégradées et volées pour la plupart.
L'édifice est inscrit au titre des monuments historiques en 1948 (château), 1987 (Plafond peint au premier étage et salle correspondante).

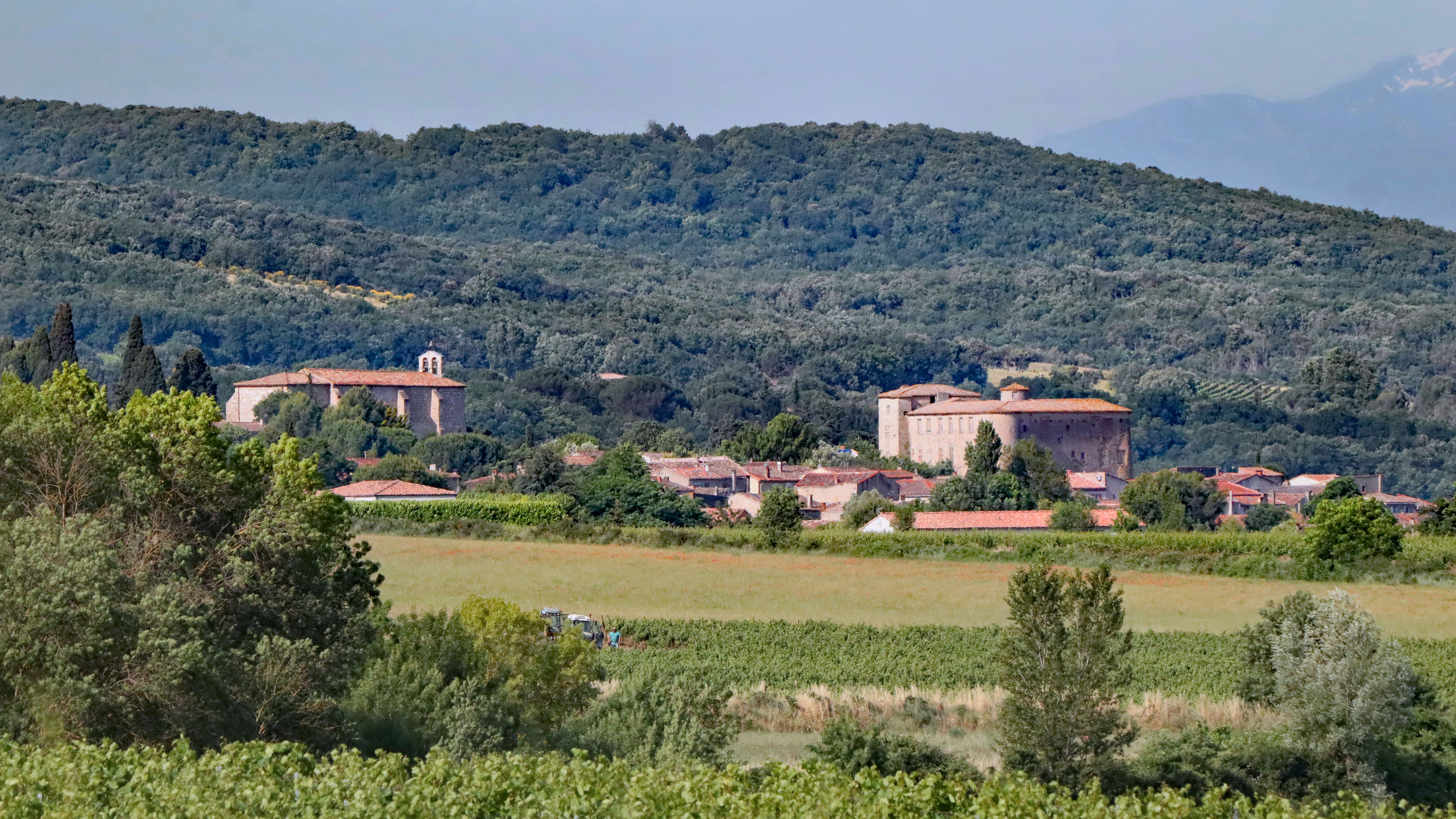
Vue de l'ouest.
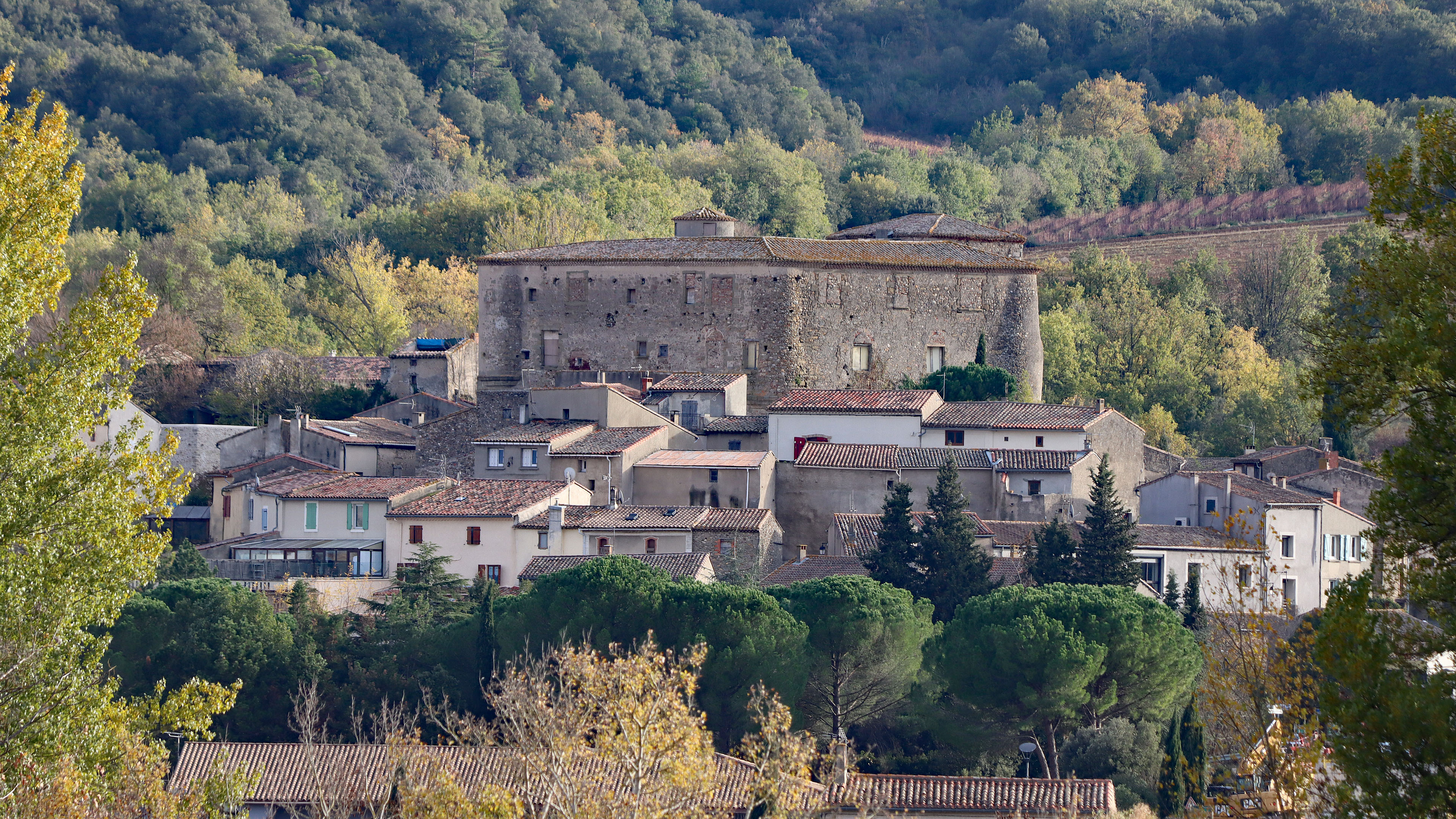
La face nord du château.
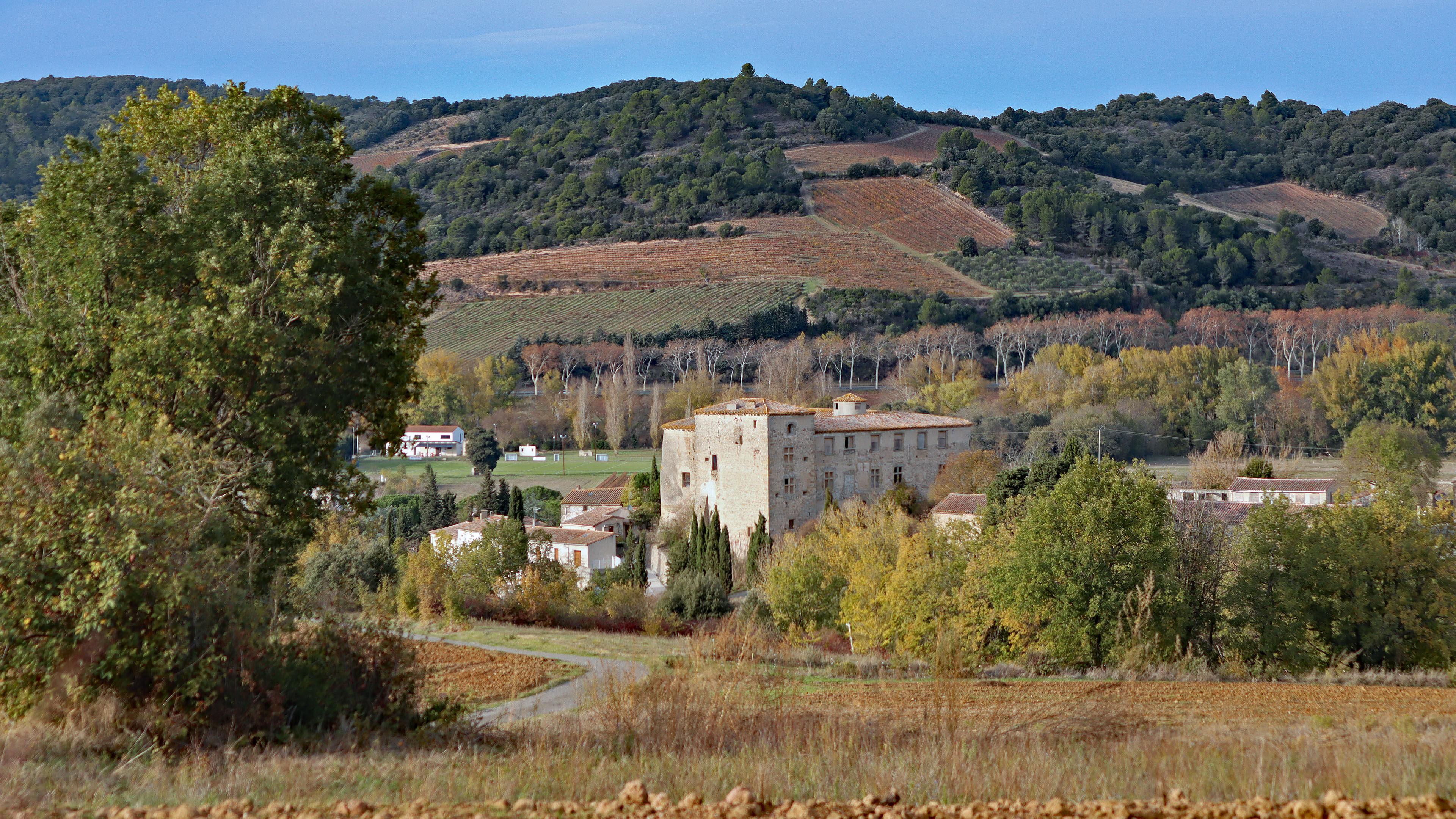
Vue du sud.
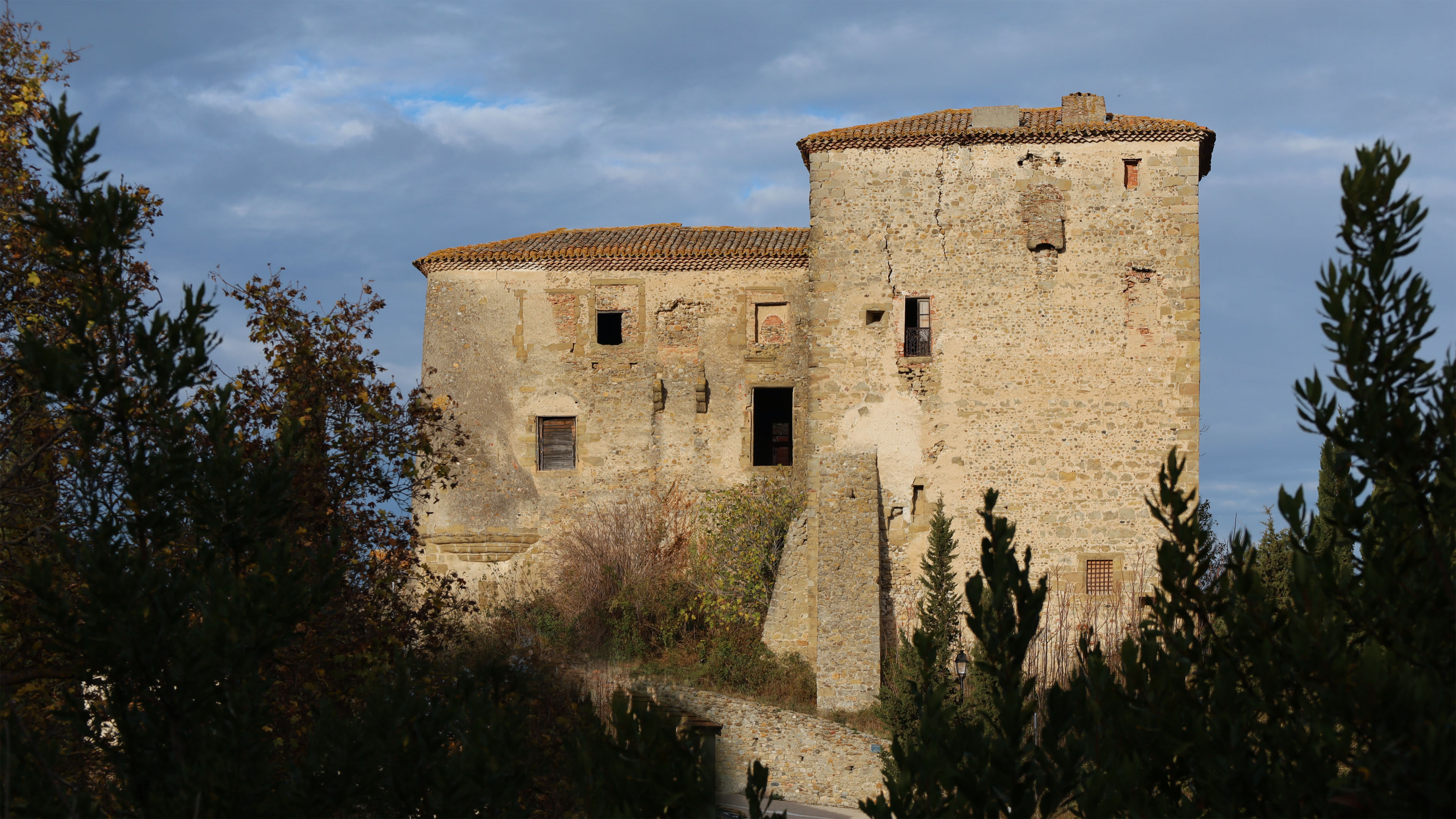
La tour carrée.

### Église Saint-Julien-et-Sainte-Basilisse de Pomas
L'église est dédiée aux saints Julien et Basilisse.

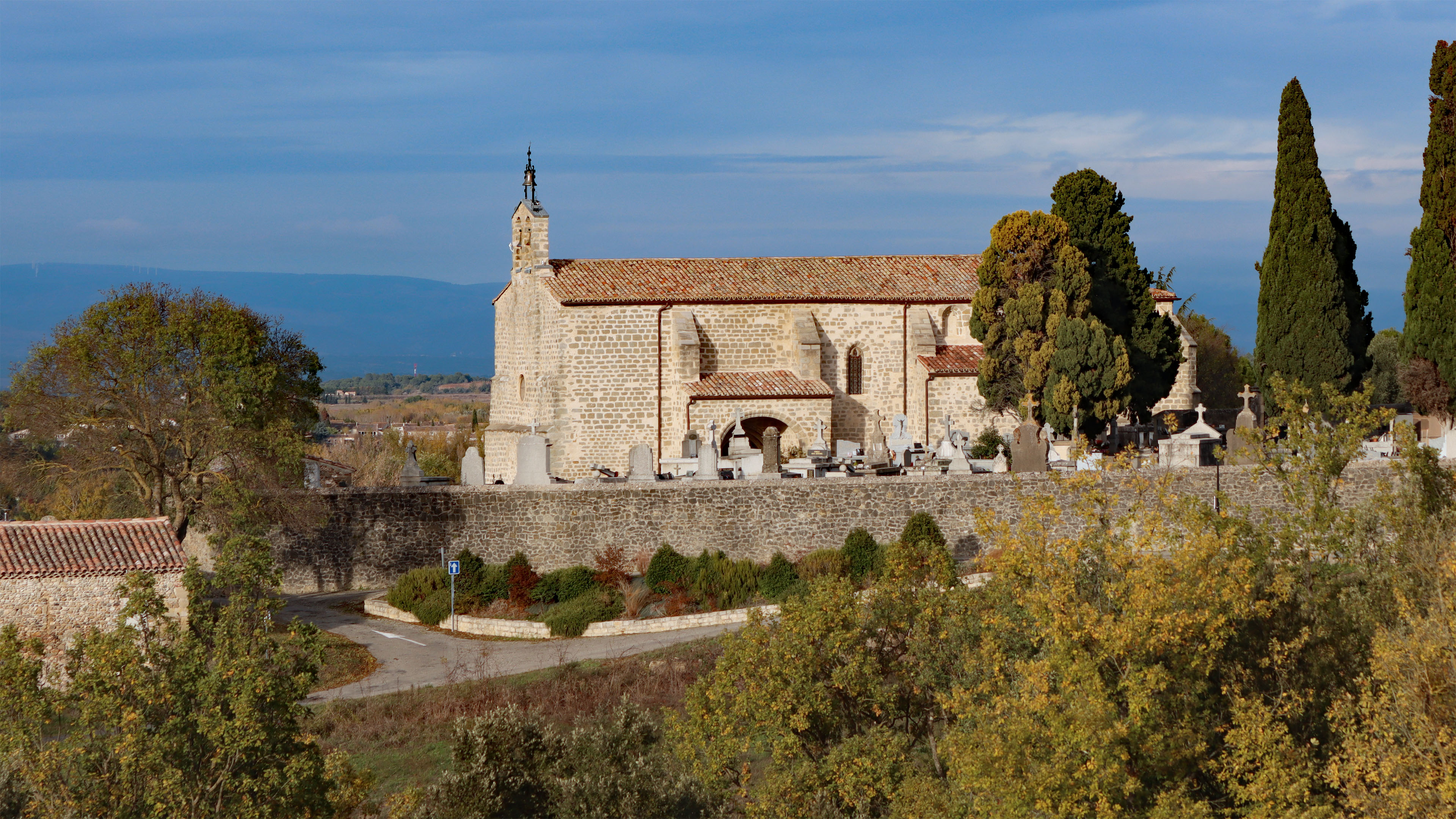
L'église Saint-Julien et Sainte-Basilisse.

Le village est aussi doté d'une église gothique du XIVe siècle à nef en croix latine et d'une minuscule chapelle Sainte-Croix abritant un calvaire d'une hauteur de 2,60 m environ occupant toute la chapelle. Fort curieux, il a été élevé durant la Renaissance. Pardon en pierre de type breton est daté de 1534. Sur sa face Ouest, on peut y voir le Christ, pieds et mains liés.

## Vie locale

### Sports
Chaque année, la commune abrite « les 6 heures pédestres de Pomas », course sur une boucle de 5,5 km.
La commune a également un club de rugby à XIII (équipe phénoménale managée par Hervé Giné), qui, comme d'autres clubs comme Villegaihlenc, est touché par les inondations d'octobre 2018.

### Enseignement
Public :
- Une école maternelle
- Une école élémentaire

### Festivités
- Toques et clochers
- Pom'art

### Personnalités liées à la commune
- Urbain Gibert qui a écrit un article sur Pomas

### Héraldique
| Blason de Pomas | Blason  | D'argent aux deux fasces de gueules.             |
| Blason de Pomas | Détails | Le statut officiel du blason reste à déterminer. |